# Florence Schelling
Florence Isabelle Schelling (* 9. März 1989 in Zürich) ist eine ehemalige Schweizer Eishockeytorhüterin und Funktionärin.  Von 2003 bis 2018 war sie Stammtorhüterin der Schweizer Nationalmannschaft der Frauen. Von April 2020 bis April 2021 war sie Sportchefin beim SC Bern. Ihr Bruder Philippe Schelling war ebenfalls Eishockeyspieler.

## Leben
Schelling wuchs in Oberengstringen auf und kam durch ihre beiden Brüder zum Eishockey. Diese spielten Zuhause in der Garage mit einem Tennisball Hockey, da wollte die dreijährige Schwester auch mitmachen. Kurzerhand stellten die Brüder sie für ihre Schussübungen ins Tor. Diese Erfahrung führte bei Schelling zu dem Wunsch, Eishockeytorhüterin zu werden.

## Karriere

### Vereine
Sie begann ihre Karriere bei den GCK Lions und spielte zwischen 2003 und 2005 für deren Elite-A-Junioren. Zudem lief sie in einem Testspiel für die National-League-B-Mannschaft der Lions auf, womit sie die erste Frau wurde, die je das Eis der National League B betrat. 2007 wurde sie durch den Schweizer Eishockeyverband als Woman of the Year 2006/07 ausgezeichnet.
Während der Weltmeisterschaft 2008 wurde der Trainer der Bostoner Northeastern University auf Schelling aufmerksam und überzeugte sie, in Boston zu studieren. Sie studierte anschliessend Wirtschaftswissenschaften an der Northeastern University und spielte parallel für die Huskies, das Eishockeyteam der Universität.
In ihrem ersten Collegejahr absolvierte sie 19 Einsätze für die Huskies und wies mit 93,3 % gehaltenen Schüssen und einem Gegentorschnitt von 2,24 sehr gute Statistiken auf, so dass sie mehrere Auszeichnungen der Hockey East erhielt und in das All-Rookie-Team der Liga gewählt wurde. Während der Saison 2009/10 wurde sie in drei Wochen hintereinander als Defensivspieler der Woche sowie im Oktober und November als Bauer Goaltender of the Month ausgezeichnet. Sie nahm mit den Huskies am ersten Freiluftspiel in der Geschichte des College-Fraueneishockeys teil, das im Fenway Park im Rahmen der NHL Winter Classic 2010 ausgetragen und durch die University of New Hampshire gewonnen wurde.
Am Ende der Saison 2010/11 erreichte Schelling mit den Huskies das erste Mal in deren Geschichte das Playoff-Finale der Hockey East.
In der Saison 2012/13 spielte sie für Brampton Thunder in der Canadian Women’s Hockey League. 2013 beendete sie ihr Studium an der Northeastern University mit einem Bachelor of Science in Business Administration. Ab Juni 2013 arbeitete sie für die IIHF als EDV-Koordinatorin und Assistentin der Geschäftsführung. Parallel dazu spielte sie für den EHC Bülach in der 1. Liga und entwickelte sich dort weiter. Nach der Saison 2014/15 entschied sie sich, nach Schweden zum Linköpings HC zu wechseln und parallel ihren Master of Business Administration an der dortigen Universität zu machen. Ein Jahr später verlängerte sie ihren Vertrag um zwei Jahre. Sie beendete ihre Laufbahn im Mai 2018.

### Nationalmannschaften

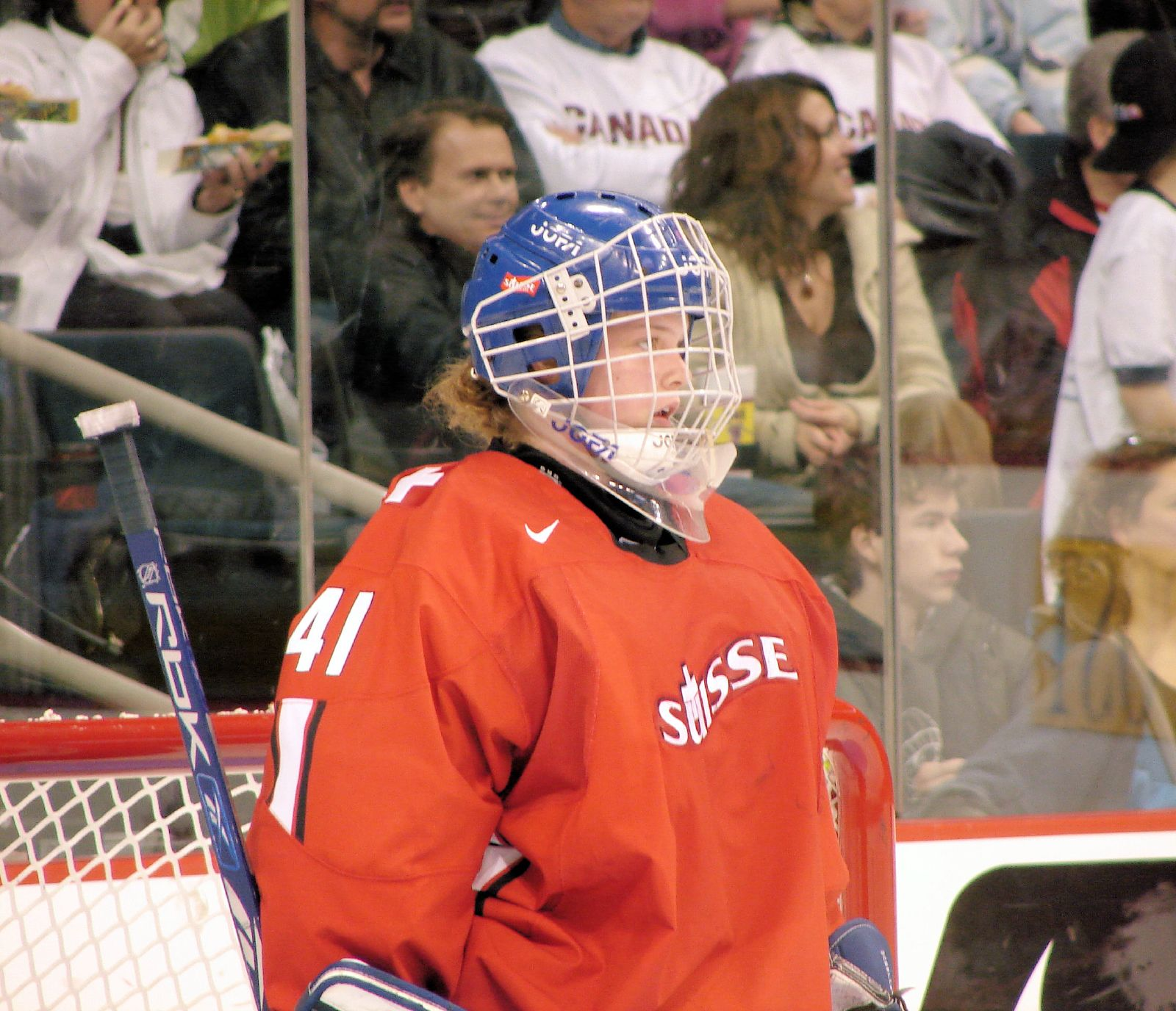
Schelling im Tor der Schweizer Nationalmannschaft

Im Alter von 13 Jahren wurde Schelling das erste Mal für die A-Nationalmannschaft nominiert und stand nachher ununterbrochen im Kader des Nationalteams. Seither nahm sie als Stammtorhüterin an den Olympischen Winterspielen in Turin 2006 und drei Weltmeisterschaften teil. Bei der Weltmeisterschaft 2008 führte sie ihr Team bis in das Spiel um die Bronzemedaille. Das Spiel ging verloren, doch das Schweizer Team erreichte mit dem vierten Platz die beste Platzierung in seiner Geschichte. Schelling war nach Statistiken die zweitbeste Torhüterin des Turniers und die einzige, die in jeder Spielminute, einschliesslich Verlängerung und Penaltyschiessen, auf dem Eis stand.
2010 nahm sie an den Olympischen Winterspielen in Vancouver teil. Bei der Weltmeisterschaft 2012 gewann sie mit dem Nationalteam überraschend die Bronzemedaille. Zwei Jahre später, bei den Olympischen Winterspielen 2014 in Sotschi, gewann sie mit dem Nationalteam wiederum die Bronzemedaille und wurde für ihre gezeigten Leistungen mehrfach ausgezeichnet – als «Wertvollste Spielerin» des ganzen Olympia-Turniers und zur «Besten Torhüterin» – sowie in das All-Star-Team des Turniers gewählt. Schelling bestritt insgesamt 190 Länderspiele, sie war Teilnehmerin an vier Olympischen Winterspielen sowie elf WM-Turnieren.

### Sportfunktionärin
Nach ihrer aktiven Karriere wurde Schelling Assistenztrainerin der U18 Frauen-Nationalmannschaft und wurde bereits nach einer Saison zum Head-Coach dieser Mannschaft befördert. Seit November 2019 trat sie im SRF regelmässig als Eishockey-Expertin der National League auf. Im April 2020 wurde bekannt, dass Florence Schelling zur Sportchefin des SC Bern gewählt wurde. Mit dieser Ernennung zur Sportchefin ist sie Pionierin, denn Schelling ist die erste Frau weltweit die Sportchefin eines professionellen Männerteams wurde. Sie wurde Nachfolgerin von Alex Chatelain und trat das Amt nach Ostern 2020 an. Ihre Expertinnentätigkeit beim SRF stellte sie nach der Bekanntgabe ihres Wechsels zum SCB ein. Am 28. April 2021 gab der Club nach einem Jahr die Trennung von Schelling bekannt. In der Folge wurde sie durch den ehemaligen SCB-Spieler Andrew Ebbett ersetzt.

## Verschiedenes
Anlässlich des Spengler Cups 2014 nahm Florence Schelling zusammen mit Nina Waidacher und Livia Altmann am «Legenden-Spiel» zwischen dem HC Davos und dem EHC Arosa teil.
Im Februar 2019 brach sie sich bei einem Skiunfall den sechsten Halswirbel und erlitt ein schweres Schädel-Hirn-Trauma. Es folgte eine monatelange Rehabilitation.

## Erfolge und Auszeichnungen

### Vereine
- 2007 Swiss Ice Hockey: Woman of the Year
- 2009 Hockey East All-Rookie Team
- 2009 Bauer Torhüterin des Monats Oktober
- 2009 Bauer Torhüterin des Monats November
- 2010 Hockey East Co-Player of the Year
- 2010 Hockey East Goaltending Champion
- 2010 Hockey East All-Star-Team
- 2012 Beanpot Champion
- 2012 Patty Kazmaier Top 3 Finalist
- 2012 Hockey East Player of the Year
- 2012 Hockey East First-Team All-Star
- 2012 ECAC All-New England selection
- 2012 Bauer Goaltending Champion
- 2012 Army ROTC Three Stars Award winner
- 2012 Joe Beragna Award winner as the Beanpot’s top goaltender
- 2012 Two-Time WHEA Goaltender of the Month
- 2012 Seven-Time WHEA Defensive Player of the Week
- 2012 WHEA Pure Hockey Player of the Week
- 2012 Broke Single-Season Program record for save percentage (.950)
- 2012 Broke Career Programm records for minutes (5,878:40), goals against average (1.74), saves (2,681) and save percentage (0.940)
- 2012 WHEA Regular Season Champion
- 2014 Swiss Ice Hockey: Woman of the Year[19]
- 2016 Schwedischer Vizemeister mit dem Linköpings HC
- 2016 Beste Fangquote der SDHL
- 2018 Schwedischer Vizemeister mit dem Linköpings HC
- 2018 Beste Torhüterin der SDHL

### Nationalmannschaft
- 2005 Aufstieg in die Top Division bei der Weltmeisterschaft der Division I
- 2012 Bronzemedaille bei der Weltmeisterschaft
- 2012 Beste Torhüterin & All-Star-Team bei der Weltmeisterschaft
- 2014 Bronzemedaille bei den Olympischen Winterspielen
- 2014 Wertvollste Spielerin, Beste Torhüterin und All-Star-Team der Olympischen Winterspiele

## Karrierestatistik

### Nationalmannschaft
(Legende zur Torhüterstatistik: GP oder Sp = Spiele insgesamt; W oder S = Siege; L oder N = Niederlagen; T oder U oder OT = Unentschieden oder Overtime- bzw. Shootout-Niederlage; Min. = Minuten; SOG oder SaT = Schüsse aufs Tor; GA oder GT = Gegentore; SO = Shutouts; GAA oder GTS = Gegentorschnitt; Sv% oder SVS% = Fangquote; EN = Empty Net Goal; 1 Play-downs/Relegation; Kursiv: Statistik nicht vollständig)